# Йеменская война (1979)
Йеменская война 1979 года — краткосрочный военный конфликт между Северным и Южным Йеменом. Война стала следствием напряженности в отношениях между двумя странами после того, как президенты обоих государств были свергнуты в результате переворотов. Враждебность риторики нового руководства обеих стран обострилась, что привело к мелкомасштабным пограничным боям, которые затем, в свою очередь, переросли в полномасштабную войну в феврале 1979 года. Северный Йемен оказался на краю поражения после масштабного вторжения сил Южного Йемена, однако этому помешало заключение Кувейтского соглашения 1979 года, в результате которого на границе двух государств были развернуты силы Лиги арабских государств. Также было подписано соглашение об объединении обеих стран, хотя оно не было реализовано.

## Конфликт
По заявлениям правительства Северного Йемена, марксистское правительство Южного Йемена (НДРЙ) оказывало помощь повстанцам на севере через Национальный демократический фронт и не один раз нарушало границу двух государств.
28 февраля войска Северного и Южного Йемена начали перестрелку через границу. Силы Северного Йемена, возглавляемые некоторыми радикальными армейскими офицерами, пересекли границу и атаковали ряд деревень в НДРЙ. НДРЙ, при поддержке СССР, Кубы и ГДР, ответил, вторгнувшись на северные территории, использовав 3 регулярных дивизии и тактический полк ВВС. НДРЙ также поддерживал Национальный демократический фронт (НДФ), который находился в разгаре восстания против правительства Северного Йемена. В течение 3 дней после вторжения численно меньшие южно-йеменские силы установили полное превосходство над театром боевых действий, тем самым вынудив сухопутные войска Северного Йемена стремительно отступать.
Атака Южного Йемена имела преимущество неожиданности и была проведена силами спецназа, который смог эффективно подавить вражеские средства ПВО и радары, таким образом, позволив своим ВВС установить превосходство в воздухе в течение нескольких дней. После первоначальной атаки ВВС южно-йеменская бронетанковая дивизия, состоявшая из танков Т-55 и Т-62, возглавила наземную атаку на йеменскую бронетанковую дивизию, расположенную вблизи города Таиз. Вскоре после этого южно-йеменские ВВС уничтожили несколько истребителей МиГ-21 Северного Йемена, а также вертолёты на аэродромах и авиабазах, тем самым предотвратив возможность воздушной контратаки противника. Война затянулась почти на месяц, и Северный Йемен не смог отправить подразделения из Саны в Таиз из-за постоянных воздушных ударов НДРЙ, поражавших армейские конвои на сложных и извилистых горных дорогах северу от Дхамара. Хотя силы северян значительно превосходили южан в численности, они оказались заперты в зоне боевых действий в районе Таиза и Эд-Дали, и одной йеменской дивизии приходилось отбивать нападения трех вражеских дивизий без какой-либо подкрепления или поддержки с воздуха.
8 марта южнойеменским ВВС удалось провести атаку на город Сана силами трех бомбардировщиков Су-22 с пяти истребителей МиГ-21, сбросив 500-фунтовые бомбы на базу механизированной пехоты и обстреляв здание суда и центральную тюрьму и вызвав массовую панику среди мирных жителей. ПВО северян (СА-3) удалось сбить два бомбардировщика противника и пленить их пилотов.
В итоге к исходу трех недель боев северные силы оказались на пороге истощения, а южные силы захватили значительные территории к северу от границы и блокировали города Таиз и Аль-Байда. В такой ситуации на помощь северянам пришли Саудовская Аравия и США. Ссылаясь на предполагаемую агрессию НДРЙ, поддержанную Советским Союзом против Северного Йемена, и угрозу, которую это могло создать для союзника США — Саудовской Аравии, — американцы значительно активизировали военную помощь правительству Северного Йемена.
В рамках военной помощи США отправили правительству Северного Йемена 12 самолётов F-5E. Однако пилоты северян не были подготовлены к пилотированию этих самолётов, и США и Саудовская Аравия договорились, что в Северный Йемен будут направлены 80 тайваньских пилотов плюс наземный экипаж и иракские подразделения ПВО. Целевая группа ВМС США также выдвинулась в Аравийское море в ответ на эскалацию насилия.
Война показала слабость подготовки выпускников северо-йеменских военных училищ и отсталость в вооружении, и вскоре союзники Северного Йемена начали программу вооружения и обучения армии северян, чтобы она могла восстановить стратегический баланс и паритет против превосходящих подготовленных сил НДРЙ. Союзники Северного Йемена, возглавляемые Египтом, Ираком и Саудовской Аравией, предоставили военную помощь, снаряжения и инструкторов для того, чтобы компенсировать дефицит, вызванный потерями северян в войне, и к 1983—1984 годам Северный Йемен восстановил свою армию.

## Кувейтское соглашение 1979 года
20 марта лидеры Северного и Южного Йемена подписали двустороннее соглашение о прекращении огня в Кувейте на саммите по примирению, отчасти из-за давления со стороны Ирака. Эти переговоры были поддержаны Лигой арабских государств. В соответствии с Кувейтским соглашением, обе стороны подтвердили свою приверженность процессу объединения Йемена, как это было изложено в Каирском соглашении 1972 года. Это соглашение об объединении было результатом давления со стороны Ирака, Сирии и Кувейта, которые выступали за единый арабский мир, чтобы наилучшим образом реагировать на проблемы, возникшие после соглашений в Кэмп-Дэвиде, советского вторжения в Афганистан и иранской революции. В течение следующих двух месяцев стороны обменялись военнопленными, в течение следующих двух лет продолжалась работа над проектом конституции единого Йемена, однако большинство попыток реализовать условия Кувейтского соглашения не имели успеха до 1982 года.